# Élection présidentielle américaine de 1832
L'élection présidentielle américaine de 1832 voit la réélection d'Andrew Jackson, candidat du Parti démocrate, contre le républicain-national Henry Clay et l'anti-maçon William Wirt. Elle est la douzième élection présidentielle américaine.

## Désignation des grands électeurs
Les 24 États de l'Union participèrent à la désignation des grands électeurs. Seule la Caroline du Sud maintint sa désignation par la législature de l'État, tous les autres optant pour le vote direct des citoyens, au niveau de l'État, à l'exception du Maryland qui choisit un vote dans le cadre de circonscriptions spécifiques.
288 électeurs furent donc désignés, mais deux électeurs du Maryland ne participèrent pas au vote, et il y eut donc 286 votants.

## Investiture des candidats

### Parti anti-maçonnique
Le Parti anti-maçonnique avait été créé en 1828, à New York, à la suite de l'affaire William Morgan, et s'appuyait sur deux critiques de la Franc-maçonnerie. La première était que les francs-maçons occupaient les postes les plus essentiels dans la politique et la justice et qu'ils auraient mis en place un système de favoritisme excluant les non-maçons.
La seconde était plus religieuse, les maçons étant soupçonnés de pratiques occultes et de magie noire, contraire à la foi chrétienne.
Le Parti anti-maçonnique fut le premier parti à organiser une Convention pour désigner son candidat à la présidence. Celle-ci se tint à Baltimore du 26 au 28 septembre 1831. Lors des premières séances, tenues à huis clos, William Wirt, ancien Attorney général (de 1817 à 1829), l'emporta devant John McLean après plusieurs tours de scrutin.
Le scrutin officiel, organisé le dernier jour de la convention, lui offrit cependant une quasi-unanimité. Amos Ellmaker, un ancien parlementaire de Pennsylvanie, fut désigné comme candidat à la vice-présidence.

### Parti national-républicain
Le Parti républicain-national avait été créé après l'élection de 1828 pour regrouper les opposants au président Jackson. Son chef de file naturel était Henry Clay et sa candidature à la présidence ne faisait aucun doute.
La Convention républicaine-nationale se déroula à Baltimore, comme celle des anti-maçons, du 12 au 15 décembre 1831. Clay fut désigné comme candidat par 167 voix et 1 abstention. Les délégués désignèrent aussi, par 162 voix et 6 abstentions, John Sergeant, un ancien représentant de Pennsylvanie, et très proche collaborateur de Clay, comme candidat à la vice-présidence.

### Parti démocrate
En 1832, on peut penser que le seul véritable parti national était le Parti démocrate. Non seulement parce qu'il était au pouvoir, mais aussi parce qu'il avait des représentants dans à peu près tous les États, même s'il n'était pas partout majoritaire.
En son sein, les relations n'étaient pas forcément très cordiales. Si le président Jackson n'était évidemment pas contesté, la bataille faisait rage entre deux clans : celui du vice-président Calhoun et celui de Martin Van Buren, nommé secrétaire d'État après la victoire de Jackson. Cet affrontement était arrivé à un certain paroxysme lorsque Calhoun avait voté contre la confirmation de la nomination de Van Buren comme ambassadeur en Grande-Bretagne, tranchant en la défaveur de celui-ci un vote du Sénat.
Par la suite, Calhoun s'éloigna des démocrates, et se rapprocha des « annuleurs », groupe politique qui défendait le droit pour les États de s'opposer à l'application de la législation fédérale.
Il apparut alors aux démocrates qu'aucun candidat à la vice-présidence ne ferait l'unanimité. C'est pourquoi ils convoquèrent, à l'instar des deux autres partis, une Convention nationale, qui se tint aussi à Baltimore, du 21 au 23 mai 1832.
Cette première convention détermina un certain nombre de règles de fonctionnement qui restèrent en vigueur pendant de très longues années : vérification des mandats des délégués, répartition des voix en fonction du poids électoral de chaque État, ainsi que la règle des désignations à la majorité des deux tiers.
La Convention ne procéda pas à un vote pour l'investiture de Jackson, se contentant d'une résolution soutenant sa candidature.
En revanche, elle départagea les différents candidats à l'investiture pour la vice-présidence. Martin Van Buren obtint 208 voix contre 49 à Philip Pendleton Barbour, un ancien représentant de Virginie devenu Juge fédéral, et 26 au représentant du Kentucky Richard Mentor Johnson.

## Campagne électorale
La campagne électorale fut essentiellement axée sur la question de la Banque fédérale, dont Jackson désapprouvait l'existence, et à la reconduction de laquelle il avait mis son veto après avoir retiré les avoirs fédéraux des comptes de la Banque.
Ses opposants républicains-nationaux firent campagne sur l'autoritarisme de Jackson, le présentant comme un monarque irrespectueux de la démocratie et de la Constitution. Ces arguments ne firent guère mouche, car Jackson apparaissait aux yeux de beaucoup de citoyens comme proche de leurs préoccupations, et partageant leurs méfiances par rapport aux élites économiques que le monde de la Banque représentait.

## Résultats
L'élection apparut comme un nouveau raz-de-marée en faveur de Jackson, qui s'imposa dans un grand nombre d'États, y compris en Nouvelle-Angleterre, bien qu'en fait, il obtint, en pourcentage, moins de voix que lors de sa première élection. Le Parti anti-maçonnique emporta un État, le Vermont, sans y obtenir la majorité absolue.
Les républicains-nationaux de Clay n'emportèrent que six États.
Les onze électeurs de Caroline du Sud, désignés par la législature de leur État, choisirent de voter pour le gouverneur de Virginie John Floyd, proche de Calhoun et des « annuleurs ».
| Candidats                          | Candidats                                 | Candidats                  | Vote populaire | Vote populaire | Grands électeurs |
| À la présidence                    | À la vice-présidence                      | Parti                      | Voix           | %              | Grands électeurs |
| ---------------------------------- | ----------------------------------------- | -------------------------- | -------------- | -------------- | ---------------- |
| Andrew Jackson, président          | Martin Van Buren                          | Parti démocrate            | 702 735        | 54,74          | 219              |
| Andrew Jackson, président          | William Wilkins, sénateur de Pennsylvanie | Parti démocrate            | 702 735        | 54,74          | 189              |
| Henry Clay, sénateur du Kentucky   | John Sergeant                             | Parti national-républicain | 474 107        | 36,93          | 49               |
| John Floyd, gouverneur de Virginie | Henry Lee                                 | -                          | 0              | 0,00           | 11               |
| William Wirt                       | Amos Ellmaker                             | Parti anti-maçonnique      | 99 817         | 7,78           | 7                |
| Autres candidats                   |                                           |                            | 7 061          | 0,55           | 0                |
| Total                              | Total                                     | Total                      | 1 283 720      | 100,00         | 286              |